# Мансанарес, Франсиско де
Франсиско де Мансанарес (исп. Francisco de Manzanares), при рождении — Франсиско де Мансанарес-и-Дардос (исп. Francisco de Manzanares y Dardos; ок. 1570, Мембрилья, Ла-Манча, Испания — после 13 января 1642, Буэнос-Айрес, губернаторство Рио-де-ла-Плата) — испанский колониальный деятель, который в качестве советника периодически избирался на должности олдермена, главного констебля и прокурора. Позднее он был назначен на должность вице-губернатора Буэнос-Айреса с 1599 по 1601 год и был избран мэром города Буэнос-Айрес в 1613 году.

## Биография
Франсиско де Мансанарес родился около 1570 года в городе Мембрилья-дель-Кампо-де-Монтьель в Ла-Манче, который был частью тогдашнего Королевства Толедо в Новой Кастилии. Он был сыном Педро Алонсо Дардоса и его жены Марии Лопес де Мансанарес.
Когда он отправился в испанскую Южную Америку, Франсиско де Мансанарес был назначен лейтенантом Франсеса де Бомон-и-Наварра в Буэнос-Айресе, генерал-лейтенантом губернаторства Новой Андалусии Рио-де-ла-Плата, а когда он оставил свой пост, чтобы занять пост генерал-лейтенанта Асунсьона, он назначил его временно исполняющим обязанности лейтенанта-губернатора Буэнос-Айреса 7 июля 1599 года. В начале 1601 году его сменил Франсиско де Салас.
В городской совет Буэнос-Айреса он был избран советником, а также занимал должности главного констебля в 1605 и 1607 годах, а также генерального прокурора.
Позднее, в 1613 году, он был избран мэром Буэнос-Айреса повторным голосованием.
Дворянин Франсиско де Мансанарес умер в городе Буэнос-Айресе, столице губернаторства Рио-де-ла-Плата, которое было автономным образованием вице-королевства Перу, через некоторое время после составления своего завещания 13 января 1642 года.

## Брак и потомство
В 1605 году в Буэнос-Айресе Франсиско де Мансанарес-и-Дардос женился на Леоноре де Агилар-и-Бургос (1592—1649), дочери Франсиско Переса де Бургоса (1558—1617), мэра Буэнос-Айреса в 1593 году и королевского нотариуса (1605—1606), и его жены Хуаны де Агилар-и-Сальватьерра (1569—1616).
В браке Франсиско де Мансанареса и его жены Леонор де Агилар родилось по меньшей мере пятеро детей:
- Хуана де Мансанарес (род. 1607), жена генерала Себастьяна де Ордуньи Мондрагона
- Агустина де Мансанарес (род. ок. 1613), была замужем за неким де Агиларом
- Мариана де Мансанарес-и-Агилар (1622 — после 1691), она вышла замуж за капитана Педро де Моралеса-и-Меркадо
- Грегория де Агилар-и-Мансанарес (1623 — после 1692), вышла замуж за дворянина Матиаса Мачадо де Мело
- Хосе де Мансанарес (род. 1625).